# Валенса (Рио-де-Жанейро)
Валенса (порт. Valença) — муниципалитет в Бразилии, входит в штат Рио-де-Жанейро. Составная часть мезорегиона Юг штата Рио-де-Жанейро. Входит в экономико-статистический микрорегион Барра-ду-Пираи. Население составляет 70 375 человек на 2006 год. Занимает площадь 1304,769 км². Плотность населения — 53,9 чел./км².
Праздник города — 29 сентября.

## История
Город основан в 1823 году.

## Статистика
- Валовой внутренний продукт на 2003 год составляет 369 621 609,00 реалов (данные: Бразильский институт географии и статистики).
- Валовой внутренний продукт на душу населения на 2003 год составляет 5395,15 реалов (данные: Бразильский институт географии и статистики).
- Индекс развития человеческого потенциала на 2000 год составляет 0,776 (данные: Программа развития ООН).

## География
Климат местности: горный тропический. В соответствии с классификацией Кёппена, климат относится к категории Cwa.